# Benadalid
Benadalid er en by og kommune i det sydlige Spanien i provinsen Málaga. Den har et indbyggertal på 234 (2024) indbyggere.